# Grb Ličko-krbavske županije
Grb Ličko-krbavske županije se sastojao od više grbova. U gornjem dijelu grba, nalazio se grb krbavskih knezova Gusića i orao, koji je predstavljao Habsburšku Monarhiju. područje županije prethodno je pripadalo Vojnoj krajini. U donjem dijelu se nalazio povijesni hrvatski grb s 22 crvenih i bijelih kvadrata.

## Poveznice
- Ličko-krbavska županija